# Europees-mediterrane kampioenschappen boogschieten 1994 (outdoor)
De Europees-mediterrane kampioenschappen boogschieten 1994 waren door de European & Mediterranean Archery Union (EMAU) georganiseerde kampioenschappen voor boogschutters. De 13e editie van de Europees-mediterrane kampioenschappen outdoor vonden plaats in de Tsjechische plaats Nymburk van 19 tot 23 juli 1994.
De compound-onderdelen stonden voor het eerst op het programma.

## Resultaten
| M/V                    | Onderdeel                                                   | Goud                                                      | Zilver                                               | Brons |
| Mannen                 |                                                             |                                                           |                                                      |       |
| Recurve - individueel  | Jari Lipponen                                               | Sébastien Flute                                           | Ivan Ivanov                                          |       |
| Recurve - team         | FIN Ismo Falck Jari Lipponen Tomi Poikolainen               | RUS Baïr Badjonov Valeri Lysenko Gennadi Mitrofanov       | FRA Guillaume Duborper Sébastien Flute Lionel Torres |       |
| Compound - individueel | Simon Tarplee                                               | Pietro Carollo                                            | Tom Henriksen                                        |       |
| Compound - team        | SWE Fredrik Lindblad Morgan Lundin Ulf Persson              | GBR Bernard Dicks Christopher Simmonds Simon Tarplee      | ITA Pietro Carollo Fabio Notardonato Mario Ruele     |       |
| Vrouwen                |                                                             |                                                           |                                                      |       |
| Recurve - individueel  | Jelena Toetachzikova                                        | Barbara Mensing                                           | Séverine Bonal                                       |       |
| Recurve - team         | RUS Natalja Bolotova Jelena Postnikova Jelena Toetachzikova | GER Barbara Mensing Cornelia Pfohl Sandra Wagner          | TUR Elif Altınkaynak Elif Ekşi Zehra Öktem           |       |
| Compound - individueel | Helena Nelson                                               | Nichola Simpson                                           | Valérie Fabre                                        |       |
| Compound - team        | FRA Sophie Cordier Michele Delorainne Valérie Fabre         | ITA Paola Baschetti Stefania Montagnoni Fabiola Palazzini | SWE Helena Nelson Eva Olsson Eva Viklund             |       |

## Medaillespiegel
| Plaats | Land                | Goud | Zilver | Brons | Totaal |
| 1      | Rusland             | 2    | 1      | 0     | 3      |
| 2      | Zweden              | 2    | 0      | 1     | 3      |
| 3      | Finland             | 2    | 0      | 0     | 2      |
| 4      | Verenigd Koninkrijk | 1    | 2      | 0     | 3      |
| 5      | Frankrijk           | 1    | 1      | 3     | 5      |
| 6      | Italië              | 0    | 2      | 1     | 3      |
| 7      | Duitsland           | 0    | 2      | 0     | 2      |
| 8      | Bulgarije           | 0    | 0      | 1     | 1      |
| 8      | Denemarken          | 0    | 0      | 1     | 1      |
| 8      | Turkije             | 0    | 0      | 1     | 1      |
| Totaal | Totaal              | 8    | 8      | 8     | 24     |